# 半田神来
半田 神来（はんだ しんらい、1882年〈明治15年〉10月15日 - 1956年〈昭和31年〉）は日本の書家。本名は半田時之進。

## 経歴
半田丑松とチイの長男として、栃木県河内郡野澤村（現・宇都宮市野沢）に生まれる。旧制宇都宮中学校（現・栃木県立宇都宮高等学校）を卒業。
旧制宇都宮商業、佐野中学校、花巻高等女学校に在職。1926年（大正15年）群馬師範学校に転任し1932年（昭和7年）まで勤務。退職後は桐生に在住し、晩年に郷里宇都宮に戻った。叙従七位。
書は岩田鶴皐、近藤雪竹、比田井天来に学ぶ。天来の書学院教授も務めた。天来の死去の際は、葬儀委員長を仰せつかっている。月刊誌『大成』を刊行して後進を指導した。弟子に武士桑風や徳野大空、岡部蒼風らがいる。
墓所は、宇都宮市野澤町の光明寺。
親族で書風を継いだものとしては、弟（三男）の半田鉄五郎の次男である半田次雄が現在も宇都宮市で活動中のほか、半田次雄の義娘で埼玉県書道教授である半田陽子がいる。

## 作品

### 著書
- 『実地指導書道新講』（二松堂、1931年）、（大文館書店、1955年）
- 『実地指導書道新講―行書編』（二松堂、1931年-1932年）、（常山堂書店、1936年）